# Toke Talagi
Sir Toke Tufukia Talagi KNZM (9 tháng 1 năm 1951 – 15 tháng 7 năm 2020) là một chính khách, nhà ngoại giao Niue. Ông là Thủ tướng Niue từ năm 2008 đến năm 2020.
Năm 1999, ông được bầu vào Quốc hội Niue với tư cách là một ứng cử viên độc lập. Ông được bầu làm thủ tướng trong cuộc tổng tuyển cử 2008. Trong nhiệm kỳ làm thủ tướng, ông cũng kiêm chức vụ Bộ trưởng Bộ Ngoại giao. Ông đã không thành công trong nhiệm kỳ thứ năm trong 2020 và sau đó được thay thế bởi Dalton Tagelagi. Trước khi trở thành Thủ tướng, Talagi là Bộ trưởng Bộ Tài chính từ năm 2002 đến năm 2005.
Trong Danh hiệu năm mới 2017, Talagi được bổ nhiệm làm Hiệp sĩ đồng hành của Huân chương New Zealand (KNZM).

## Tiểu sử
Talagi sinh ra tại Alofi và học tại Trường Tufukia ở Niue và Cao đẳng Nelson tại New Zealand. Ông học tại Đại học Massey tại Palmerston North, nơi ông đã hoàn thành bằng Cử nhân Khoa học Nông nghiệp. Trong khi đó, ông được bầu làm chủ tịch Hội Sinh viên Đảo Thái Bình Dương và tổ chức các cuộc biểu tình chống thử hạt nhân và chủng tộc phân biệt đối xử. Ông kết hôn với vợ và họ đã có con đầu lòng.